# 유메 카나
미즈카와 쥰(일본어: 水川 潤, 1993년 2월 12일 ~ )은 일본의 성인 비디오 여배우다.